# 東日本旅客鉄道の鉄道駅一覧 (電報略号順)
東日本旅客鉄道の鉄道駅一覧（ひがしにほんりょかくてつどうのてつどうえきいちらん）
東日本旅客鉄道（JR東日本）の鉄道駅、信号場の電報略号による五十音順索引（廃駅を含む）。

## ア行

### ア
- アイ - 会津大塩駅
- アイ - 相原駅
- アイ - 赤井駅
- アイ - 赤岩駅（廃駅）
- アイ - 浅内駅（廃駅）
- アオ - 粟生津駅
- アオ - 相老駅（廃駅→わたらせ渓谷鐵道）
- アオ - 会津落合駅（廃駅→会津鉄道。現・養鱒公園駅）
- アオ - 青沼駅
- アオ - 青森駅
- アカ - 赤川駅
- アカ - 明科駅
- アカ - 足利駅
- アキ - 秋田駅
- アキ - 秋葉原駅
- アキ - 浅岸駅（廃駅）
- アク - 赤倉温泉駅
- アク - 安曇沓掛駅
- アケ - 上尾駅
- アコ - 安子ケ島駅
- アコ - 我孫子駅 (千葉県)
- アサ - 赤坂田駅
- アサ - 旭駅 (千葉県)
- アサ - 梓橋駅
- アシ - 足尾駅（廃駅→わたらせ渓谷鐵道）
- アシ - 足滝駅
- アシ - 荒屋新町駅
- アス - 会津越川駅
- アセ - 足ケ瀬駅
- アセ - 安善駅
- アタ - 愛宕駅 (宮城県)
- アタ - 熱海駅
- アチ - 赤渕駅
- アチ - 鰺ケ沢駅
- アチ - 扇町駅 (神奈川県)
- アツ - 赤塚駅
- アツ - 越後赤塚駅
- アテ - 左沢駅
- アナ - 穴山駅
- アト - 有戸駅
- アネ - 赤羽駅
- アノ - 相野々駅
- アノ - 浅野駅
- アハ - 芦沢駅
- アハ - 安中榛名駅
- アヒ - 会津桧原駅
- アフ - あしかがフラワーパーク駅
- アフ - 油川駅
- アヘ - 安比高原駅
- アマ - 昭島駅
- アマ - 荒浜駅
- アミ - あつみ温泉駅
- アミ - 大網駅
- アミ - 只見駅
- アメ - 余目駅
- アメ - 東青梅駅
- アモ - 会津坂本駅
- アモ - 安茂里駅
- アヤ - 会津柳津駅
- アヤ - 青柳駅
- アヤ - 青山駅 (新潟県)
- アヤ - 安房勝山駅
- アユ - 赤湯駅
- アヨ - 会津豊川駅
- アラ - 荒海駅（廃駅→会津鉄道。現・会津荒海駅）
- アラ - 新木駅
- アラ - 新屋駅 (秋田県)
- アリ - 有明駅 (長野県)
- アリ - 有畑駅
- アリ - 亀有駅
- アロ - 網代駅
- アワ - 秋川駅
- アワ - 荒川沖駅
- アワ - 安房鴨川駅
- アン - 安中駅

### イ
- イア - 石巻あゆみ野駅
- イイ - 飯田橋駅
- イイ - 飯森駅
- イイ - 今泉駅
- イイ - 岩手飯岡駅
- イイ - 陸前稲井駅
- イウ - 伊佐領駅
- イエ - 氏家駅
- イオ - 飯岡駅
- イオ - 岩手大川駅（廃駅）
- イカ - 五十島駅
- イカ - 岩手刈屋駅（廃駅）
- イク - 飯倉駅
- イク - 岩宿駅
- イケ - 池袋駅
- イコ - 泉郷駅
- イコ - 猪苗代湖畔駅
- イサ - 井川さくら駅
- イサ - 新座駅
- イシ - 石岡駅
- イシ - 石川駅 (JR東日本)
- イシ - 石川町駅
- イシ - 石地駅
- イセ - 碇ケ関駅
- イタ - 泉田駅
- イタ - 潮来駅
- イタ - 板柳駅
- イタ - 板谷駅
- イタ - 岩ノ下駅
- イチ - 市ケ谷駅
- イチ - 一ノ関駅
- イツ - 伊豆多賀駅
- イツ - 岩手松尾駅（現・松尾八幡平駅）
- イツ - Jヴィレッジ駅
- イテ - 岩館駅
- イト - 伊東駅
- イト - 糸沢駅（廃駅→会津鉄道。現・七ヶ岳登山口駅）
- イト - 岩城みなと駅
- イナ - 稲尾駅
- イナ - 稲田駅
- イヌ - 犬川駅
- イヌ - いわて沼宮内駅
- イネ - 巌根駅
- イネ - 岩船町駅
- イノ - 一戸駅（廃駅→IGRいわて銀河鉄道）
- イノ - 井野駅 (群馬県)
- イハ - 板橋駅
- イハ - 岩沢駅
- イフ - 岩舟駅
- イマ - 五日町駅
- イマ - 上今井駅
- イマ - 今市駅
- イマ - 今別駅
- イマ - 磐梯町駅
- イミ - 泉駅 (福島県いわき市)
- イミ - 岩泉駅（廃駅）
- イメ - 飯詰駅
- イメ - 茨目駅
- イモ - 出雲崎駅
- イモ - 岩本駅
- イヤ - 飯山駅
- イヤ - 甲斐大和駅
- イリ - 石鳥谷駅
- イリ - 入広瀬駅
- イロ - 猪苗代駅
- イワ - 石和温泉駅
- イワ - 磐城塙駅
- イワ - 岩島駅
- イワ - 岩沼駅
- イン - 院内駅

### ウ
- ウイ - 羽後飯塚駅
- ウイ - 鵜住居駅（廃駅→三陸鉄道）
- ウエ - 上野駅
- ウオ - 魚沼中条駅
- ウカ - 羽後長野駅
- ウカ - 羽前松岡駅
- ウキ - 浮間舟渡駅
- ウキ - 内ケ巻駅
- ウク - 牛久駅
- ウケ - 有家駅 (岩手県)
- ウケ - 峠駅
- ウコ - 羽前小松駅
- ウコ - 内郷駅
- ウシ - 羽後牛島駅
- ウシ - 牛浜駅
- ウス - 鶯谷駅
- ウス - 鶯野駅
- ウス - 鵜杉駅
- ウス - 臼田駅
- ウタ - 植田駅 (福島県)
- ウタ - 魚沼田中駅
- ウタ - 羽前高松駅
- ウタ - 歌津駅
- ウチ - 石打駅
- ウチ - 海ノ口駅
- ウツ - 羽前椿駅
- ウト - 羽前千歳駅
- ウト - 郷戸駅
- ウナ - 羽前中山駅
- ウニ - 内野西が丘駅
- ウヌ - 羽前沼沢駅
- ウノ - 内野駅
- ウハ - ウェスパ椿山駅
- ウハ - 上野原駅
- ウハ - 内原駅
- ウハ - 祖母島駅
- ウハ - 姥堂駅
- ウハ - 鵜原駅
- ウヒ - 羽後境駅
- ウヘ - 上田駅
- ウマ - 大釜駅
- ウミ - 羽前水沢駅
- ウミ - 海芝浦駅
- ウミ - 海尻駅
- ウメ - 梅ケ沢駅
- ウヨ - 羽後四ツ屋駅
- ウラ - 浦佐駅
- ウラ - 浦宿駅
- ウラ - 浦和駅
- ウラ - 長浦駅 (千葉県)
- ウリ - 瓜連駅
- ウル - 漆山駅 (山形県)
- ウロ - 後潟駅

### エ
- エイ - 越後岩塚駅
- エオ - 越後大島駅
- エカ - 越後川口駅
- エサ - 越後岩沢駅
- エサ - 塩山駅
- エシ - 越後下関駅
- エス - 越後須原駅
- エソ - 越後曽根駅
- エタ - 江田駅 (福島県)
- エタ - 越後片貝駅
- エツ - 上越妙高駅
- エナ - 海老名駅
- エノ - 榎戸駅 (千葉県)
- エヒ - 越後広田駅
- エヒ - 恵比寿駅
- エマ - 越後金丸駅
- エマ - 越中島駅
- エミ - 越後水沢駅
- エミ - 江見駅

### オ
- オイ - 笈川駅
- オイ - 大石田駅
- オイ - 大磯駅
- オウ - 大口駅
- オウ - 大志田駅（廃駅）
- オウ - 大屋駅（廃駅→しなの鉄道）
- オウ - 常陸太田駅
- オエ - 大越駅
- オエ - 大前駅
- オエ - 小田栄駅
- オオ - 大形駅
- オオ - 逢隈駅
- オオ - 大滝駅
- オオ - 太田部駅
- オオ - 大宮駅 (埼玉県)
- オカ - 大川平駅
- オカ - 大河原駅 (宮城県)
- オカ - 大白川駅
- オカ - 男鹿駅
- オカ - 岡本駅 (栃木県)
- オキ - 大久喜駅
- オキ - 大月駅
- オキ - 荻川駅
- オキ - 小木津駅
- オク - 尾久駅
- オク - 奥内駅
- オク - 小国駅
- オケ - 安曇追分駅
- オケ - 桶川駅
- オコ - 大津港駅
- オコ - 大間越駅
- オサ - 青笹駅
- オサ - 大崎駅
- オサ - 大地沢信号場
- オシ - 大蛇駅
- オシ - 小塩江駅
- オシ - 押切駅
- オセ - 大滝温泉駅
- オセ - 大戸瀬駅
- オセ - 越生駅
- オタ - 大平駅
- オタ - 小高駅
- オタ - 小田原駅
- オタ - 南小谷駅
- オチ - 御徒町駅
- オツ - 大塚駅 (東京都)
- オツ - 大槌駅（廃駅→三陸鉄道）
- オテ - 大館駅
- オト - 大戸駅
- オト - 乙女駅
- オナ - 翁島駅
- オニ - 小野新町駅
- オヌ - 大貫駅
- オネ - 大金駅
- オノ - 小野駅 (長野県)
- オハ - 大原駅 (千葉県)
- オハ - 大張野駅
- オハ - 小田林駅
- オハ - 女川駅
- オヒ - 追分駅 (秋田県)
- オヒ - 小櫃駅
- オフ - 扇田駅
- オヘ - 折壁駅
- オホ - 大久保駅 (秋田県)
- オホ - 大甕駅
- オマ - 大井町駅
- オマ - 大間々駅（廃駅→わたらせ渓谷鐵道）
- オマ - 小山田駅
- オマ - 信濃大町駅
- オミ - 大清水信号場
- オミ - 大湊駅
- オメ - 青梅駅
- オモ - 大森駅 (東京都)
- オモ - 小友駅
- オヤ - 羽前大山駅
- オヤ - 大谷海岸駅
- オヤ - 常陸青柳駅
- オヨ - 小木ノ城駅
- オラ - 追良瀬駅
- オラ - 大平下駅
- オリ - 大堀駅
- オリ - 尾登駅
- オリ - 折本駅（廃駅→真岡鐵道）
- オリ - 酒折駅
- オリ - 折原駅
- オリ - 折渡駅
- オワ - 大沢駅 (新潟県)
- オワ - 下野大沢駅
- オン - 小野上温泉駅
- オン - 御宿駅

## カ行

### カ
- カア - 上総東駅
- カア - 上有住駅
- カイ - 海瀬駅
- カイ - 鹿島台駅
- カイ - 上飯島駅
- カイ - 川井駅
- カイ - 河合駅
- カウ - 春日居町駅
- カウ - 勝浦駅
- カウ - 上条駅 (新潟県)
- カウ - 川内駅 (岩手県)
- カエ - 替佐駅
- カエ - 川前駅
- カエ - 高円寺駅
- カオ - 片岡駅
- カオ - 上鹿折駅
- カオ - 川辺沖駅
- カオ - 北金岡駅
- カカ - 香川駅
- カキ - 柿崎駅
- カキ - 上北町駅（廃駅→青い森鉄道）
- カク - 上桑名川駅
- カコ - 甲斐小泉駅
- カコ - 金子駅
- カサ - 葛西臨海公園駅
- カサ - 笠幡駅
- カサ - 柏崎駅
- カサ - 上湯沢駅
- カサ - 陸中門崎駅
- カシ - 笠島駅
- カシ - 柏駅
- カシ - 鹿島神宮駅
- カシ - 信濃川島駅
- カス - 蒲須坂駅
- カセ - 風合瀬駅
- カセ - 鹿瀬駅
- カタ - 蟹田駅
- カタ - 神田駅 (東京都)
- カタ - 山形駅
- カチ - 加治駅
- カチ - 川口駅
- カツ - 勝木駅
- カツ - 勝田駅
- カツ - 桂根駅
- カテ - 角館駅
- カテ - 上岩出山駅（現・西大崎駅）
- カト - 押角駅（廃駅）
- カト - 鹿渡駅
- カト - 門沢橋駅
- カナ - 金塚駅
- カナ - 金谷沢駅
- カニ - 蟹沢駅（現・さくらんぼ東根駅）
- カヌ - 鹿沼駅
- カヌ - 上沼垂信号場
- カネ - 羽前金沢駅
- カネ - 小金井駅
- カノ - 柿ノ木駅
- カノ - 角の浜駅
- カノ - 鹿又駅
- カノ - 刈和野駅
- カノ - 中野駅 (東京都)
- カハ - 金浜駅
- カハ - 須賀川駅
- カヒ - 海浜幕張駅
- カヒ - 向河原駅
- カフ - 釜淵駅
- カヘ - 有壁駅
- カヘ - 岡部駅
- カヘ - 河辺駅
- カマ - 小川町駅 (埼玉県)（東武鉄道所管）
- カマ - 潟町駅
- カマ - 釜石駅
- カマ - 蒲田駅
- カマ - 鎌取駅
- カミ - 甲斐大泉駅
- カミ - 鏡石駅
- カミ - 上浜駅
- カミ - 上溝駅
- カミ - 北上駅
- カミ - 水上駅
- カム - 冠着駅
- カメ - 羽後亀田駅
- カメ - 要田駅
- カメ - 亀戸駅
- カモ - 会津蒲生駅
- カモ - 加茂駅 (新潟県)
- カヤ - 阿佐ケ谷駅
- カヤ - 岡谷駅
- カヤ - 金谷川駅
- カヨ - 上米内駅
- カラ - ガーラ湯沢駅
- カラ - 烏山駅
- カリ - 盛駅
- カル - 軽井沢駅
- カワ - 会津川口駅
- カワ - 越後寒川駅
- カワ - 川崎駅
- カワ - 川部駅
- カン - 神立駅

### キ
- キア - 北朝霞駅
- キア - 北新井駅（廃駅→えちごトキめき鉄道）
- キイ - 北飯山駅
- キイ - 金田一温泉駅（廃駅→IGRいわて銀河鉄道）
- キウ - 北浦駅
- キウ - 錦糸町駅
- キオ - 木下駅
- キオ - 北大曲駅
- キオ - 北大町駅
- キオ - 北八王子駅
- キオ - 磐城太田駅
- キカ - 北金ケ沢駅
- キキ - 北茅ケ崎駅
- キク - 喜久田駅
- キク - 菊名駅
- キケ - 北上尾駅
- キケ - 京ケ瀬駅
- キコ - 北鴻巣駅
- キサ - 象潟駅
- キサ - 木更津駅
- キシ - 北条駅
- キシ - 北白川駅
- キシ - 松岸駅
- キシ - 山岸駅
- キセ - 北五泉駅
- キセ - 北千住駅
- キタ - 北大石田駅
- キタ - 喜多方駅
- キタ - 北野辺地駅
- キタ - 坂北駅
- キチ - 吉祥寺駅
- キト - 北戸田駅
- キト - 木戸駅
- キナ - 北長岡駅
- キナ - 北中込駅
- キナ - 磐城棚倉駅
- キネ - 北赤羽駅
- キネ - 関根駅
- キノ - 荻野駅
- キノ - 北上ノ山駅（現・茂吉記念館前駅）
- キノ - 北長野駅（廃駅→しなの鉄道）
- キハ - 北高岩駅（廃駅→青い森鉄道）
- キフ - 北藤岡駅
- キフ - 北府中駅
- キホ - 北細野駅
- キホ - 北堀之内駅
- キマ - 北松戸駅
- キマ - 北松本駅
- キマ - 敷島駅
- キミ - 来宮駅
- キミ - 君津駅
- キメ - 北余目駅
- キモ - 北本駅
- キモ - 北森駅
- キヤ - 越後滝谷駅
- キヤ - 滝谷駅 (福島県)
- キヨ - 上総清川駅
- キヨ - 北吉田駅
- キヨ - 北与野駅
- キヨ - 行田駅
- キヨ - 清川駅
- キヨ - 清里駅
- キラ - あきた白神駅
- キラ - 北鎌倉駅
- キラ - 桐原駅 (新潟県)
- キリ - 木造駅
- キリ - 桐生駅
- キロ - 北能代駅
- キワ - 北柏駅
- キワ - 磐城浅川駅
- キワ - 磐城常葉駅
- キン - 金町駅
- キン - 祇園駅 (千葉県)
- キン - 北三条駅

### ク
- クイ - 黒井駅 (新潟県)
- クイ - 雫石駅
- クウ - 神宮寺駅
- クオ - 群馬大津駅
- クカ - 久我原駅（廃駅→いすみ鉄道）
- クカ - 桑川駅
- クキ - 久喜駅
- クケ - 久下田駅（廃駅→真岡鐵道）
- クサ - 浅草橋駅
- クサ - 草野駅 (福島県)
- クコ - 成田空港駅
- クシ - 片倉駅
- クシ - 久慈駅
- クシ - 久地駅
- クス - 久住駅
- クチ - 岩手川口駅（廃駅→IGRいわて銀河鉄道）
- クチ - 国立駅
- クナ - 鯨波駅
- クニ - 空港第2ビル駅
- クニ - 国定駅
- クニ - 千国駅
- クノ - 久田野駅
- クヒ - 区界駅
- クホ - 荻窪駅
- クマ - 熊谷駅
- クマ - 熊川駅
- クミ - 求名駅
- クヤ - 黒山駅
- クヤ - 群馬八幡駅
- クヤ - 涌谷駅
- クラ - 鎌倉駅
- クラ - 蔵内駅
- クラ - 矢倉駅
- クラ - 倉橋駅
- クラ - 松倉駅
- クリ - 栗橋駅
- クリ - くりこま高原駅
- クリ - 厨川駅（廃駅→IGRいわて銀河鉄道）
- クル - 久留里駅
- クロ - 黒磯駅
- クワ - 桑名川駅
- クワ - 桑折駅
- クワ - 蚕桑駅（廃駅→山形鉄道）
- クン - 群馬原町駅

### ケ
- ケイ - 猊鼻渓駅
- ケキ - 池月駅
- ケサ - 竹沢駅
- ケシ - 下条駅
- ケタ - 川桁駅
- ケヌ - 気仙沼駅
- ケハ - 検見川浜駅
- ケマ - 佳景山駅
- ケミ - 新検見川駅
- ケヨ - 剣吉駅（廃駅→青い森鉄道）
- ケラ - 花原市駅

### コ
- コイ - 五井駅
- コイ - 小岩井駅
- コイ - 小岩川駅
- コウ - 鴻野山駅
- コウ - 下総神崎駅
- コエ - 小机駅
- コカ - 古河駅
- コク - 国道駅
- コク - 国府多賀城駅
- コケ - 上毛高原駅
- ココ - 小牛田駅
- コサ - 郷沢駅
- コサ - 上越国際スキー場前駅
- コシ - 石越駅
- コシ - 国分寺駅
- コシ - 越水駅
- コス - 越河駅
- コス - 常陸鴻巣駅
- コセ - 五泉駅
- コソ - 勿来駅
- コタ - 後台駅
- コタ - 駒形駅
- コタ - 小屋の畑駅
- コチ - 小淵沢駅
- コツ - 国府津駅
- コツ - 小松川駅
- コテ - 小出駅
- コト - 神土駅（廃駅→わたらせ渓谷鐵道。現・神戸駅 (群馬県)）
- コト - 郡山富田駅
- コナ - 港南台駅
- コナ - 小中野駅
- コネ - 北小金駅
- コネ - 小金沢駅
- コノ - 九重駅
- コノ - 小佐野駅
- コノ - 金浦駅
- コハ - 郷原駅
- コハ - 小川原駅（廃駅→青い森鉄道）
- コハ - 小波渡駅
- コハ - 小塙駅
- コヒ - 鯉川駅
- コフ - 甲府駅
- コホ - 湖北駅
- コマ - 好摩駅（IGRいわて銀河鉄道所管）
- コマ - 児玉駅
- コマ - 駒ケ嶺駅
- コミ - 小見川駅
- コミ - 小海駅
- コメ - 駒込駅
- コメ - 中込駅
- コモ - 小諸駅（しなの鉄道所管）
- コヤ - 小鳥谷駅（廃駅→IGRいわて銀河鉄道）
- コヤ - 小宮駅
- コヤ - 小谷松駅（廃駅→いすみ鉄道）
- コラ - 籠原駅
- コラ - 五所川原駅
- コリ - 郡山駅 (福島県)
- コリ - 古里駅 (東京都)
- コレ - 越谷レイクタウン駅
- コワ - 五百川駅
- コワ - 小岩駅
- コン - 後閑駅

## サ行

### サ
- サイ - 上境駅
- サイ - 西金駅
- サイ - 沢井駅
- サウ - 佐久海ノ口駅
- サウ - 相武台下駅
- サエ - 寒河江駅
- サオ - 蔵王駅
- サオ - 上総松丘駅
- サカ - 酒田駅
- サキ - 坂城駅（廃駅→しなの鉄道）
- サキ - さつき野駅
- サク - 小作駅
- サク - 佐久平駅
- サク - 佐倉駅
- サコ - 砂越駅
- サコ - 笹子駅
- ササ - 笹川駅
- ササ - 佐々木駅
- ササ - 笹木野駅
- ササ - 三才駅（廃駅→しなの鉄道）
- サシ - 指扇駅
- サシ - 刺巻駅
- サシ - 三条駅 (新潟県)
- サセ - 佐久広瀬駅
- サタ - 犀潟駅
- サタ - さいたま新都心駅
- サタ - 沢田駅
- サチ - 最知駅
- サチ - 坂町駅
- サチ - 桜木町駅
- サト - 羽前豊里駅
- サト - 越後中里駅
- サト - 里白石駅
- サト - 中里駅 (岩手県)（廃駅）
- サト - 三郷駅 (埼玉県)
- サナ - 安積永盛駅
- サナ - 咲花駅
- サヌ - 佐貫駅（現・龍ケ崎市駅）
- サノ - 佐野駅
- サハ - 軍畑駅
- サハ - 陸奥沢辺駅
- サヒ - 堺田駅
- サヒ - 信濃境駅
- サヒ - 武蔵境駅
- サヘ - 三戸駅（廃駅→青い森鉄道）
- サマ - 笠間駅
- サミ - 宇佐美駅
- サム - 寒川駅
- サム - 侍浜駅
- サメ - 鮫駅
- サモ - 坂元駅
- サラ - 佐原駅
- サリ - 沢尻駅
- サル - 猿田駅
- サル - 猿橋駅
- サワ - 狩場沢駅（廃駅→青い森鉄道）
- サワ - 猿和田駅
- サワ - 佐和駅
- サン - 三瀬駅

### シ
- シア - 信濃浅野駅
- シア - 新青森駅
- シア - 新秋津駅
- シイ - 椎柴駅
- シイ - 磐城石井駅
- シイ - 新小平駅
- シウ - 十条駅 (東京都)
- シウ - 十二所駅
- シウ - 新浦安駅
- シウ - 新庄駅
- シオ - 塩川駅
- シオ - 塩沢駅
- シオ - 潮見駅
- シオ - 新大久保駅
- シカ - 会津西方駅
- シカ - 越後鹿渡駅
- シカ - 渋川駅
- シカ - 下川沿駅
- シカ - 白銀駅
- シキ - 安食駅
- シキ - 新川崎駅
- シク - 柴宿駅
- シク - 新宿駅
- シケ - 滋野駅（廃駅→しなの鉄道）
- シケ - 上下浜駅
- シコ - 十二湖駅
- シコ - 益子駅（廃駅→真岡鐵道）
- シサ - 塩崎駅
- シサ - 下湯沢駅
- シサ - 白石蔵王駅
- シシ - 鹿折唐桑駅
- シシ - 宍戸駅
- シシ - 新芝浦駅
- シシ - 新習志野駅
- シス - 下諏訪駅
- シス - 新杉田駅
- シセ - 新関駅
- シタ - 新発田駅
- シタ - 渋民駅（廃駅→IGRいわて銀河鉄道）
- シタ - 下総橘駅
- シツ - 静駅
- シチ - 信濃町駅
- シチ - 新地駅
- シチ - 神町駅
- シテ - 下館駅
- シト - 志度内信号場
- シト - 信濃白鳥駅
- シト - 新松戸駅
- シナ - 品井沼駅
- シナ - 品川駅
- シノ - 宿戸駅
- シノ - 篠ノ井駅
- シノ - 下野宮駅
- シノ - 初鹿野駅（現・甲斐大和駅）
- シハ - 石橋駅 (栃木県)
- シハ - 清水浜駅
- シハ - 下浜駅
- シハ - 新木場駅
- シハ - 新花巻駅
- シヒ - 柴平駅
- シフ - 渋谷駅
- シフ - 下船渡駅
- シヘ - 七戸十和田駅
- シホ - 塩釜駅
- シマ - 石神前駅
- シマ - 小島谷駅
- シマ - 鹿島駅
- シマ - 島高松駅
- シマ - 新前橋駅
- シミ - 清水川駅（廃駅→青い森鉄道）
- シミ - 新三郷駅
- シモ - 下小川駅
- シモ - 下北駅
- シモ - 十文字駅
- シヤ - 越後石山駅
- シヤ - 新子安駅
- シヤ - 大釈迦駅
- シユ - 十王駅
- シヨ - 生田駅 (秋田県)
- シヨ - 新横浜駅
- シラ - 白沢駅 (秋田県)
- シラ - 新油川信号場
- シラ - 新白岡駅
- シラ - 新茂原駅
- シリ - 新利府駅
- シロ - 神城駅
- シロ - 白石駅 (宮城県)
- シロ - 白丸駅 (東京都)
- シワ - 志津川駅
- シワ - 紫波中央駅
- シワ - 新小岩駅
- シワ - 新白河駅
- シン - 新橋駅
- シン - 新潟大学前駅

### ス
- スイ - 酒々井駅
- スイ - 水道橋駅
- スイ - 水原駅
- スエ - 末広駅
- スカ - 横須賀駅
- スキ - 岩原スキー場前駅
- スキ - 杉田駅 (福島県)
- スキ - 武蔵小杉駅
- スコ - 水郷駅
- スサ - すずらんの里駅
- スサ - 鱒沢駅
- スシ - 逗子駅
- スタ - 鹿島サッカースタジアム駅
- スタ - 升形駅
- スツ - 末続駅
- ステ - 姨捨駅
- スナ - 小砂川駅
- スノ - 諏訪ノ平駅（廃駅→青い森鉄道）
- スメ - 雀宮駅
- スモ - 巣鴨駅
- スヤ - 春日山駅（廃駅→えちごトキめき鉄道）
- スヤ - 上菅谷駅
- スヤ - 菅谷駅
- スリ - 摺沢駅
- スワ - 上諏訪駅

### セ
- セカ - 千駄ケ谷駅
- セキ - 関山駅（廃駅→えちごトキめき鉄道）
- セク - 千徳駅
- セコ - 上戸駅 (福島県)
- セサ - 伊勢崎駅
- セト - 関都駅
- セナ - 羽前前波駅
- セネ - 瀬峰駅
- セヘ - 瀬辺地駅
- セホ - 仙北町駅
- セマ - 千厩駅
- セミ - 瀬見温泉駅
- セヤ - 関屋駅 (新潟県)
- セワ - 昭和駅
- セン - 千畳敷駅 (青森県)
- セン - 仙台駅

### ソ
- ソウ - 相馬駅
- ソカ - 蘇我駅
- ソケ - 磯鶏駅（廃駅→三陸鉄道）
- ソコ - 磯子駅
- ソコ - 土底浜駅
- ソサ - 袖崎駅
- ソハ - 曽波神駅
- ソヘ - 磯部駅 (群馬県)
- ソヤ - 群馬総社駅
- ソラ - 磯原駅
- ソラ - 袖ケ浦駅
- ソリ - 沢入駅（廃駅→わたらせ渓谷鐵道）

## タ行

### タ
- タイ - 信濃平駅
- タイ - 太子堂駅
- タイ - 原当麻駅
- タイ - 常陸大子駅
- タイ - 神代駅 (秋田県)
- タウ - 田浦駅
- タオ - 高尾駅 (東京都)
- タオ - 竹岡駅
- タカ - 高岩駅 (長野県)
- タカ - 高崎駅
- タカ - 高屋駅
- タカ - 陸前高田駅
- タキ - 大多喜駅（廃駅→いすみ鉄道）
- タキ - 滝駅 (栃木県)
- タキ - 滝沢駅（廃駅→IGRいわて銀河鉄道）
- タキ - 滝ノ間駅
- タク - 高久駅
- タク - 田子倉駅
- タケ - 高輪ゲートウェイ駅
- タケ - 竹駒駅
- タコ - 醍醐駅 (秋田県)
- タサ - 北高崎駅
- タサ - 田沢駅
- タサ - 種差海岸駅
- タシ - 田尻駅
- タス - 鷹ノ巣駅
- タセ - 高瀬駅 (山形県)
- タタ - 会津高田駅
- タタ - 高田駅 (新潟県)（廃駅→えちごトキめき鉄道）
- タタ - 高擶駅
- タタ - 常陸多賀駅
- タチ - 安達駅
- タチ - 立川駅
- タツ - 龍岡城駅
- タツ - 竜田駅
- タテ - 伊達駅
- タテ - 立ケ花駅
- タテ - 館山駅
- タテ - 立川目駅
- タト - 太東駅
- タト - 高崎問屋町駅
- タト - 玉戸駅
- タト - 戸田駅 (埼玉県)
- タナ - 田中駅（廃駅→しなの鉄道）
- タナ - 中田駅 (青森県)
- タノ - 辰野駅
- タネ - 種市駅
- タハ - 高畠駅
- タハ - 武蔵高萩駅
- タヒ - 川渡温泉駅
- タヘ - 田部原駅（廃駅→会津鉄道。現・田島高校前駅）
- タマ - 置賜駅
- タマ - 奥多摩駅
- タマ - 高浜駅 (茨城県)
- タマ - 玉川駅 (岩手県)
- タミ - 田上駅
- タミ - 東京貨物ターミナル駅（貨物駅）
- タミ - 磐梯熱海駅
- タム - 玉川村駅
- タヤ - 楯山駅
- タヤ - 田山駅
- タヨ - 丹荘駅
- タラ - 平駅（現・いわき駅）
- タリ - 亘理駅
- タル - 土樽駅
- タワ - 玉川口駅（廃駅）
- タン - 五反田駅

### チ
- チイ - 自治医大駅
- チウ - 中郡駅
- チカ - 市川駅
- チカ - 近川駅
- チキ - 千曳駅（廃駅→青い森鉄道）
- チコ - 古淵駅
- チコ - 立小路駅
- チサ - 越後田沢駅
- チサ - 茅ケ崎駅
- チシ - 市川塩浜駅
- チシ - 市城駅
- チセ - 千歳駅 (千葉県)
- チタ - 田町駅
- チツ - 近津駅
- チナ - 越後田中駅
- チナ - 千葉みなと駅
- チネ - 藤根駅
- チノ - 市川大野駅
- チノ - 茅野駅
- チハ - 千葉駅
- チホ - 八千穂駅
- チマ - 長者町駅
- チマ - 藤島駅
- チミ - 上総一ノ宮駅
- チヤ - 小千谷駅
- チヤ - 御茶ノ水駅
- チヨ - 銚子駅
- チラ - 千倉駅
- チワ - 陸奥市川駅（廃駅→青い森鉄道）
- チン - 陣場駅

### ツ
- ツイ - 津軽石駅（廃駅→三陸鉄道）
- ツイ - 夏井駅
- ツオ - 通洞駅（廃駅→わたらせ渓谷鐵道）
- ツカ - 都賀駅
- ツカ - 塚山駅
- ツカ - 東戸塚駅
- ツカ - 鶴形駅
- ツキ - 厚木駅（小田急電鉄所管）
- ツキ - 月岡駅 (新潟県)
- ツキ - 槻木駅
- ツク - 津久田駅
- ツケ - 見附駅
- ツサ - 上総興津駅
- ツサ - 土崎駅
- ツシ - 会津塩沢駅
- ツセ - 津軽新城駅
- ツタ - 長津田駅
- ツタ - 津軽宮田駅
- ツタ - 常陸津田駅
- ツタ - 陸奥鶴田駅
- ツチ - 土浦駅
- ツチ - 土沢駅
- ツツ - 稲田堤駅
- ツテ - 尻手駅
- ツト - 辻堂駅
- ツト - 鶴泊駅
- ツナ - 上総中川駅（廃駅→いすみ鉄道）
- ツナ - 小繋駅（廃駅→IGRいわて銀河鉄道）
- ツナ - 津南駅
- ツヌ - 津田沼駅
- ツハ - 津軽浜名駅
- ツマ - 会津田島駅（廃駅→会津鉄道）
- ツマ - 勝沼駅（現・勝沼ぶどう郷駅）
- ツミ - 鶴見駅
- ツメ - 塚目駅
- ツメ - 日詰駅
- ツヤ - 津田山駅
- ツヤ - 津谷駅
- ツユ - 津軽湯の沢駅
- ツラ - 清水原駅
- ツリ - 江釣子駅
- ツリ - 矢祭山駅
- ツル - 鶴岡駅
- ツル - 鶴田駅
- ツワ - 津川駅

### テ
- テウ - 寺内駅
- テコ - 手ノ子駅
- テシ - 館腰駅
- テシ - 弁天橋駅
- テト - 出戸信号場
- テノ - 天王台駅
- テハ - 出戸浜駅
- テミ - 岩手上郷駅
- テミ - 天童南駅
- テラ - 寺泊駅
- テン - 天童駅

### ト
- トイ - 土合駅
- トイ - 土市駅
- トイ - 十日市場駅 (神奈川県)
- トイ - 斗米駅
- トウ - 東京駅
- トウ - 御堂駅（廃駅→IGRいわて銀河鉄道）
- トオ - 富岡駅
- トカ - 東海駅
- トカ - 東金駅
- トカ - 土深井駅
- トキ - 信濃常盤駅
- トキ - 栃木駅
- トク - 戸倉駅（廃駅→しなの鉄道）
- トク - 陸前戸倉駅
- トケ - 土気駅
- トコ - 東光寺駅
- トコ - 戸田公園駅
- トサ - 豊栄駅
- トシ - 堂島駅
- トシ - 豊科駅
- トセ - 洞泉駅
- トタ - 豊田駅
- トタ - 十和田南駅
- トツ - 戸塚駅
- トテ - 取手駅
- トト - 下総豊里駅
- トト - 驫木駅
- トニ - 十二橋駅
- トニ - 時庭駅（廃駅→山形鉄道）
- トネ - 豊間根駅（廃駅→三陸鉄道）
- トノ - 遠野駅
- トノ - 豊野駅（しなの鉄道所管）
- トノ - 鳩ノ巣駅
- トハ - 的場駅
- トマ - 十日町駅
- トマ - 苫米地駅（廃駅→青い森鉄道）
- トミ - 富浦駅 (千葉県)
- トモ - 乙供駅（廃駅→青い森鉄道）
- トモ - 友部駅
- トヨ - 豊原駅
- トヨ - 豊実駅
- トヨ - 中豊駅
- トヨ - 陸前豊里駅
- トラ - 塔寺駅
- トラ - 東浪見駅
- トリ - 香取駅
- トリ - 戸狩野沢温泉駅
- トリ - 鳥形駅
- トリ - 鳥沢駅
- トロ - 土呂駅
- トワ - 北常盤駅
- トワ - 徳沢駅

## ナ行

### ナ
- ナア - 中荒井駅（廃駅→会津鉄道）
- ナイ - 稲毛海岸駅
- ナイ - 関内駅
- ナイ - 長井駅（廃駅→山形鉄道）
- ナウ - 中浦駅
- ナエ - 浪江駅
- ナオ - 船岡駅 (宮城県)
- ナカ - 会津中川駅
- ナカ - 長岡駅
- ナカ - 中小国駅
- ナカ - 永田駅 (千葉県)
- ナカ - 長峰駅
- ナキ - 羽前長崎駅
- ナキ - 小柳駅 (青森県)
- ナク - 新中小国信号場（JR北海道所管）
- ナク - 中山宿駅
- ナケ - 稲毛駅
- ナコ - 那古船形駅
- ナコ - 鳴子御殿湯駅
- ナサ - 長坂駅
- ナサ - 中沢駅
- ナサ - 東長沢駅
- ナシ - 金島駅 (群馬県)
- ナシ - 小梨駅
- ナシ - 那須塩原駅
- ナス - 中菅谷駅
- ナス - 西那須野駅
- ナセ - 南仙台駅
- ナタ - 羽前成田駅（廃駅→山形鉄道）
- ナタ - 浪板海岸駅（廃駅→三陸鉄道）
- ナタ - 成田駅
- ナチ - 長町駅
- ナト - 小湊駅（廃駅→青い森鉄道）
- ナト - 中佐都駅
- ナト - 安房小湊駅
- ナト - 長鳥駅
- ナナ - 七井駅（廃駅→真岡鐵道）
- ナヌ - 稲城長沼駅
- ナノ - 上総中野駅（廃駅→いすみ鉄道）
- ナノ - 長野駅
- ナノ - 陸中中野駅
- ナハ - 長野原草津口駅
- ナヒ - 中山平温泉駅
- ナフ - 中舟生駅
- ナホ - 直江津駅（えちごトキめき鉄道所管）
- ナマ - 下総中山駅
- ナマ - 成島駅 (山形県)
- ナミ - 中神駅
- ナミ - 浪岡駅
- ナミ - 浪花駅
- ナメ - 滑川駅
- ナメ - 滑津駅
- ナヤ - 奥中山駅（廃止→IGRいわて銀河鉄道。現・奥中山高原駅）
- ナヤ - 中萱駅
- ナヤ - 中山駅 (神奈川県)
- ナヨ - 撫牛子駅
- ナヨ - 中条駅
- ナラ - 中浦和駅
- ナリ - 稲荷山駅
- ナリ - 名取駅
- ナル - 鳴沢駅
- ナル - 成瀬駅
- ナル - 成東駅
- ナワ - 中軽井沢駅（廃駅→しなの鉄道）
- ナワ - 中川駅 (山形県)
- ナン - 南千住駅

### ニ
- ニイ - 新潟駅
- ニイ - 西大井駅
- ニウ - 西浦和駅
- ニエ - 西寒河江駅
- ニオ - 西大崎駅
- ニオ - 西大塚駅（廃駅→山形鉄道）
- ニオ - 西大原駅（廃駅→いすみ鉄道）
- ニオ - 西荻窪駅
- ニカ - 西川越駅
- ニキ - 日立木駅
- ニキ - 西大滝駅
- ニク - 西国立駅
- ニコ - 日光駅
- ニサ - 新崎駅
- ニシ - 西上田駅（廃駅→しなの鉄道）
- ニシ - 西田井駅（廃駅→真岡鐵道）
- ニシ - 西船橋駅
- ニシ - 二升石駅（廃駅）
- ニシ - 西若松駅
- ニセ - 西条駅 (長野県)
- ニタ - 仁井田駅 (栃木県)
- ニタ - 西新発田駅
- ニタ - 新田駅 (宮城県)
- ニチ - 西川口駅
- ニチ - 西千葉駅
- ニツ - 新津駅
- ニツ - 新月駅
- ニツ - 新田野駅（廃駅→いすみ鉄道）
- ニツ - 日暮里駅
- ニテ - 西岩出山駅（現・上野目駅）
- ニト - 西中通駅
- ニナ - 似内駅
- ニノ - 二戸駅
- ニノ - 二宮駅
- ニハ - 西畑駅（廃駅→いすみ鉄道）
- ニハ - 西八王子駅
- ニハ - 二枚橋駅（現・花巻空港駅）
- ニフ - 西国分寺駅
- ニフ - 西古川駅
- ニホ - 仁賀保駅
- ニホ - 二本木駅（廃駅→えちごトキめき鉄道）
- ニマ - 西松井田駅
- ニマ - 二本松駅
- ニミ - 西宮内駅（廃駅→山形鉄道。現・おりはた駅）
- ニミ - 西大宮駅
- ニメ - 西燕駅
- ニメ - 西目駅
- ニヤ - 西山駅 (新潟県)
- ニヨ - 西米沢駅
- ニラ - 西平内駅（廃駅→青い森鉄道）
- ニラ - 韮崎駅
- ニリ - 西日暮里駅
- ニル - 新鶴駅
- ニル - 西鶴岡信号場
- ニロ - 西袋駅
- ニワ - 西立川駅
- ニワ - 庭坂駅
- ニン - 日進駅 (埼玉県)
- ニン - 和賀仙人駅

### ヌ
- ヌカ - 額田駅 (茨城県)
- ヌキ - 佐貫町駅
- ヌサ - 衣笠駅
- ヌサ - 糠沢駅
- ヌタ - 沼田駅
- ヌマ - 勝沼ぶどう郷駅
- ヌマ - 七日町駅
- ヌマ - 沼宮内駅（現・いわて沼宮内駅）

### ネ
- ネイ - 東小金井駅
- ネカ - 箱根ケ崎駅
- ネキ - 姉ケ崎駅
- ネキ - 根岸駅 (神奈川県)
- ネキ - 鼠ケ関駅
- ネサ - 金ケ崎駅
- ネシ - 根岸駅 (福島県)
- ネハ - 岩根橋駅
- ネフ - 根府川駅
- ネン - 後三年駅

### ノ
- ノウ - 天王駅
- ノオ - 大野駅
- ノカ - 野上原駅
- ノキ - 信濃木崎駅
- ノキ - 野木駅
- ノキ - 野木沢駅
- ノク - 矢野口駅
- ノケ - 信濃追分駅（廃駅→しなの鉄道）
- ノサ - 野崎駅 (栃木県)
- ノシ - 中野島駅
- ノシ - 中之条駅
- ノス - 鴻巣駅
- ノソ - 及位駅
- ノチ - 野辺地駅（青い森鉄道所管）
- ノト - 登戸駅
- ノナ - 野内駅（廃駅→青い森鉄道）
- ノノ - のの岳駅
- ノフ - 延方駅
- ノヘ - 野辺山駅
- ノヘ - 淵野辺駅
- ノマ - 原ノ町駅
- ノミ - 小野上駅
- ノメ - 上野目駅
- ノヤ - かみのやま温泉駅
- ノラ - 宮ノ平駅
- ノリ - 上野尻駅
- ノロ - 能代駅
- ノワ - 野沢駅

## ハ行

### ハ
- ハイ - 上神梅駅（廃駅→わたらせ渓谷鐵道）
- ハイ - 箱石駅
- ハウ - 萩生駅
- ハエ - 川越駅
- ハオ - 白馬大池駅
- ハカ - 越後早川駅
- ハカ - 初狩駅
- ハカ - 浜金谷駅
- ハキ - 高萩駅
- ハキ - 花巻駅
- ハク - 白山駅 (新潟県)
- ハク - 白馬駅
- ハク - 羽黒駅 (茨城県)
- ハク - 馬喰町駅
- ハク - 花巻空港駅
- ハサ - 燕三条駅
- ハサ - 浜川崎駅
- ハサ - 林崎駅
- ハシ - 羽黒下駅
- ハシ - 柴橋駅
- ハシ - 船橋駅
- ハシ - 陸中大橋駅
- ハス - 蓮田駅
- ハス - 蓮駅
- ハタ - 兄畑駅
- ハタ - 田端駅
- ハタ - 花立駅（廃駅）
- ハチ - 羽立駅
- ハチ - 八王子駅
- ハテ - 柏矢町駅
- ハテ - 浜松町駅
- ハト - 羽鳥駅
- ハナ - 市塙駅（廃駅→真岡鐵道）
- ハナ - 下野花岡駅
- ハナ - 花泉駅
- ハニ - 羽生田駅
- ハネ - 羽尾信号場（廃止）
- ハノ - 東飯能駅
- ハハ - 高田馬場駅
- ハヒ - 拝島駅
- ハヘ - 八戸駅
- ハマ - 八幡平駅
- ハマ - 横浜駅
- ハミ - 階上駅
- ハミ - 八王子みなみ野駅
- ハム - 羽村駅
- ハメ - 燕駅
- ハモ - 橋本駅 (神奈川県)
- ハモ - 八森駅
- ハヤ - 早口駅
- ハヤ - 早戸駅
- ハヤ - 早通駅
- ハヨ - 浜吉田駅
- ハラ - 腹帯駅
- ハリ - 小針駅
- ハリ - 新治駅
- ハル - 春木場駅
- ハル - 三春駅
- ハロ - 八郎潟駅
- ハワ - 鹿角花輪駅
- ハワ - 花輪駅（廃駅→わたらせ渓谷鐵道）
- ハワ - 横浜羽沢駅（貨物駅）
- ハン - 会津坂下駅
- ハン - 番田駅 (神奈川県)

### ヒ
- ヒア - 東青森駅（廃駅→青い森鉄道）
- ヒイ - 東新潟駅
- ヒイ - 平井駅 (東京都)
- ヒウ - 東浦和駅
- ヒウ - ひたち野うしく駅
- ヒウ - 日向駅
- ヒオ - 帯織駅
- ヒオ - 東大崎駅
- ヒオ - 東大更駅
- ヒオ - 東大宮駅
- ヒオ - 常陸大宮駅
- ヒカ - 東柏崎駅
- ヒカ - 東金井駅
- ヒカ - 東中野駅
- ヒカ - 東長原駅
- ヒキ - 東清川駅
- ヒキ - 平木田駅
- ヒキ - 武蔵引田駅
- ヒク - 平倉駅
- ヒケ - 東下条駅
- ヒコ - 東我孫子駅
- ヒコ - 聖高原駅
- ヒコ - 弥彦駅
- ヒサ - 東酒田駅
- ヒサ - 東長沢駅
- ヒサ - 東福生駅
- ヒサ - 久ノ浜駅
- ヒシ - 川東駅 (福島県)
- ヒシ - 東三条駅
- ヒシ - 東白石駅
- ヒシ - 平石駅
- ヒセ - 越後広瀬駅
- ヒセ - 東十条駅
- ヒセ - 東仙台駅
- ヒタ - 貝田駅
- ヒタ - 干潟駅
- ヒタ - 左堰駅
- ヒタ - 平田駅 (長野県)
- ヒチ - 東川口駅
- ヒチ - 東千葉駅
- ヒチ - 日立駅
- ヒチ - 一日市場駅
- ヒツ - 東逗子駅
- ヒツ - 東新津駅
- ヒテ - 東大館駅
- ヒテ - 東館駅
- ヒト - 東所沢駅
- ヒト - 東総元駅（廃駅→いすみ鉄道）
- ヒト - 広戸駅
- ヒナ - 東神奈川駅
- ヒナ - 東鳴子駅（現・鳴子御殿湯駅）
- ヒネ - 東根駅
- ヒノ - 東能代駅
- ヒノ - 日野駅 (東京都)
- ヒハ - 東八森駅
- ヒハ - 日野春駅
- ヒハ - 平林駅 (新潟県)
- ヒフ - 東福島駅
- ヒフ - 東船橋駅
- ヒマ - 東松戸駅
- ヒミ - 東中神駅
- ヒメ - 黒姫駅（廃駅→しなの鉄道）
- ヒメ - 蟇目駅
- ヒモ - 東小諸駅
- ヒヤ - 東山梨駅
- ヒヤ - 日出谷駅
- ヒヤ - 平山駅
- ヒユ - 東結城駅
- ヒヨ - 東横田駅
- ヒラ - 平塚駅
- ヒラ - 平内駅
- ヒラ - 平原駅（廃駅→しなの鉄道）
- ヒル - 東秋留駅
- ヒロ - 広丘駅
- ヒロ - 弘前駅
- ヒワ - 日和田駅

### フ
- フイ - 二ツ井駅
- フイ - 分倍河原駅（京王電鉄所管）
- フウ - 深浦駅
- フカ - 深谷駅
- フキ - 吹上駅 (埼玉県)
- フク - 福島駅 (福島県)
- フク - 福俵駅
- フク - 袋倉駅
- フケ - 大更駅
- フコ - 二古信号場
- フコ - 吹越駅
- フサ - 不動の沢駅
- フサ - 布佐駅
- フサ - 藤崎駅 (青森県)
- フシ - 群馬藤岡駅
- フシ - 新府駅
- フシ - 藤田駅
- フタ - 津軽二股駅
- フタ - 袋田駅
- フタ - 二田駅
- フチ - 府中本町駅
- フツ - 岩手二日町駅
- フツ - 福生駅
- フツ - 古津駅
- フト - 大船渡駅
- フト - 太海駅
- フナ - 岩手船越駅（廃駅→三陸鉄道）
- フナ - 大船駅
- フナ - 船越駅
- フニ - 西府駅
- フネ - 舟形駅
- フノ - 藤野駅
- フハ - 双葉駅
- フハ - 文挟駅
- フヒ - 船引駅
- フホ - 船橋法典駅
- フマ - 二俣尾駅
- フマ - 二俣新町駅
- フミ - 富士見駅
- フヤ - 府屋駅
- フラ - 福原駅
- フラ - 吹浦駅
- フル - 古川駅
- フレ - プレイピア白浜駅
- フロ - 藤代駅
- フワ - 藤沢駅
- フン - 分水駅

### ヘ
- ヘシ - 艫作駅
- ヘツ - 別田駅（現・春日居町駅）
- ヘヒ - 蛇田駅

### ホ
- ホカ - 大川駅
- ホク - 大久保駅 (東京都)
- ホコ - 会津本郷駅
- ホコ - 本郷台駅
- ホサ - 足尾本山駅（廃駅・貨物駅）
- ホサ - 大沢駅 (山形県)
- ホシ - 塩尻駅
- ホシ - 陸中大石駅（現・ゆだ錦秋湖駅）
- ホソ - 細浦駅
- ホソ - 細野駅
- ホタ - 保田駅 (千葉県)
- ホタ - 穂高駅
- ホツ - 四方津駅
- ホト - 保土ケ谷駅
- ホナ - 保内駅
- ホナ - 本名駅
- ホノ - 本納駅
- ホハ - 本千葉駅
- ホハ - 本八戸駅
- ホヤ - 宝積寺駅
- ホユ - ほっとゆだ駅
- ホラ - 神保原駅
- ホリ - 青堀駅
- ホリ - 越後堀之内駅
- ホリ - 八丁堀駅
- ホワ - 本庄早稲田駅
- ホン - 新日本橋駅
- ホン - 羽後本荘駅
- ホン - 本庄駅

## マ行

### マ
- マイ - 今井駅
- マイ - 松井田駅
- マウ - 間藤駅（廃駅→わたらせ渓谷鐵道）
- マエ - 前橋駅
- マエ - 前谷地駅
- マオ - 前橋大島駅
- マオ - 松尾駅 (千葉県)
- マオ - 松尾八幡平駅
- マカ - 今川駅 (新潟県)
- マカ - 松神駅
- マカ - 万座・鹿沢口駅
- マキ - 巻駅
- マク - 馬来田駅
- マク - 幕ノ内信号場
- マク - 松草駅
- マコ - 松原湖駅
- マサ - 下総松崎駅
- マサ - 前沢駅
- マシ - 鹿島田駅
- マシ - 松島駅
- マス - 武蔵増戸駅
- マタ - 小俣駅 (栃木県)
- マタ - 真滝駅
- マチ - 新町駅
- マチ - 島内駅
- マチ - 町田駅
- マツ - 信濃松川駅
- マツ - 松岩駅
- マテ - 山手駅
- マト - 松戸駅
- マナ - 馬流駅
- マナ - 真鶴駅
- マノ - 浜野駅
- マハ - 舞浜駅
- マハ - 馬橋駅
- マハ - 陸中松川駅
- マヒ - 松久駅
- マヘ - 前山駅
- マホ - 幕張本郷駅
- ママ - 間島駅
- ママ - 間々田駅
- マム - 真室川駅
- マヤ - 松山町駅
- マヨ - 幕張豊砂駅
- マリ - 大曲駅 (秋田県)
- マリ - 幕張駅
- マロ - 馬下駅
- マワ - 高麗川駅
- マワ - 前川駅 (新潟県)
- マワ - 松川駅
- マン - 万石浦駅

### ミ
- ミイ - 南石井駅
- ミイ - 南長井駅（廃駅→山形鉄道）
- ミウ - 南浦和駅
- ミウ - 南中郷駅
- ミウ - 宮内町駅（廃駅→山形鉄道。現・宮内駅 (山形県)）
- ミエ - 水沢江刺駅
- ミエ - 南寒河江駅
- ミオ - 南大町駅
- ミカ - 三川駅 (新潟県)
- ミカ - 道川駅
- ミカ - 南柏駅
- ミカ - 三門駅
- ミカ - 南神城駅
- ミキ - 泉崎駅
- ミク - 上牧駅 (群馬県)
- ミケ - 白神岳登山口駅
- ミケ - 御嶽駅
- ミケ - 南気仙沼駅
- ミコ - 上小川駅
- ミコ - 相模湖駅
- ミコ - 妙高高原駅（廃駅→えちごトキめき鉄道）
- ミサ - 上中里駅
- ミサ - 美里駅
- ミサ - 三沢駅 (青森県)（廃駅→青い森鉄道）
- ミサ - 南酒出駅
- ミサ - 南米沢駅
- ミシ - 会津宮下駅
- ミシ - 南越谷駅
- ミシ - 峰吉川駅
- ミス - 南酒々井駅
- ミセ - 三関駅
- ミタ - 御岳堂駅
- ミタ - 富田駅 (栃木県)
- ミタ - 南高田駅（廃駅→えちごトキめき鉄道）
- ミチ - 宮内駅 (新潟県)
- ミツ - 水沢駅
- ミツ - 三鷹駅
- ミツ - 三岡駅
- ミテ - 南出羽駅
- ミト - 水戸駅
- ミナ - 上総湊駅
- ミナ - 南鳥海駅
- ミナ - 南豊科駅
- ミナ - 南流山駅
- ミヌ - 会津水沼駅
- ミヌ - 水沼駅（廃駅→わたらせ渓谷鐵道）
- ミネ - 富根駅
- ミノ - 鶴見小野駅
- ミノ - 南野駅
- ミノ - 宮城野駅（貨物駅。現・仙台貨物ターミナル駅）
- ミハ - 南三原駅
- ミフ - 上二田駅
- ミフ - 南福島駅
- ミフ - 南船橋駅
- ミフ - 南古谷駅
- ミホ - 妙法寺駅 (新潟県)
- ミマ - 三河島駅
- ミマ - 南松本駅
- ミマ - 三厩駅
- ミミ - 南新庄駅
- ミミ - 南多摩駅
- ミミ - 吉川美南駅
- ミモ - 南橋本駅
- ミモ - 宮守駅
- ミヤ - 宇都宮駅
- ミヤ - 神山駅
- ミヤ - 宮古駅（三陸鉄道所管）
- ミヨ - 南吉田駅
- ミヨ - 南与野駅
- ミヨ - 明覚駅
- ミヨ - 御代田駅（廃駅→しなの鉄道）
- ミラ - 宮原駅
- ミリ - 上三寄駅（廃駅→会津鉄道。現・芦ノ牧温泉駅）
- ミレ - 乱川駅
- ミロ - 南能代信号場
- ミワ - 青海川駅

### ム
- ムア - 陸奥赤石駅
- ムイ - 武蔵五日市駅
- ムイ - 村井駅
- ムカ - 向山駅
- ムク - 陸奥黒崎駅（現・白神岳登山口駅）
- ムコ - 武蔵小金井駅
- ムサ - 陸奥岩崎駅
- ムシ - 浅虫温泉駅（廃駅→青い森鉄道）
- ムシ - 武蔵新城駅
- ムタ - 岩村田駅
- ムタ - 誉田駅
- ムタ - 神俣駅
- ムツ - 陸奥白浜駅
- ムト - 陸奥湊駅
- ムナ - 武蔵中原駅
- ムノ - 村崎野駅
- ムヒ - 羽前向町駅（現・最上駅）
- ムマ - 六日町駅
- ムミ - 武蔵溝ノ口駅
- ムミ - 村上駅 (新潟県)
- ムヤ - 陸奥柳田駅
- ムラ - 武蔵浦和駅
- ムラ - 村山駅 (山形県)
- ムレ - 牟礼駅（廃駅→しなの鉄道）
- ムロ - 岩室駅
- ムロ - 向能代駅

### メ
- メカ - 女鹿駅
- メキ - 目時駅（廃駅→青い森鉄道）
- メク - 目黒駅
- メシ - 目白駅
- メタ - 亀田駅
- メヤ - 上総亀山駅

### モ
- モア - 思川駅
- モイ - 鴨居駅
- モイ - 茂市駅
- モイ - 物井駅
- モウ - 真岡駅（廃駅→真岡鐵道）
- モオ - 上盛岡駅
- モキ - 舞木駅
- モキ - 茂吉記念館前駅
- モケ - 森岳駅
- モコ - 下郡駅
- モコ - 面白山高原駅
- モシ - 面白山信号場
- モス - 下菅谷駅
- モタ - 下田駅
- モタ - 本楯駅
- モタ - 本八幡駅
- モテ - 茂木駅（廃駅→真岡鐵道）
- モテ - 門田駅（廃駅→会津鉄道）
- モト - 総元駅（廃駅→いすみ鉄道）
- モト - 松本駅
- モト - 本吉駅
- モノ - 鴨宮駅
- モハ - 茂原駅
- モヘ - 信濃森上駅
- モマ - 磐城守山駅
- モミ - 最上駅
- モミ - 下溝駅
- モミ - 森宮野原駅
- モモ - 桃内駅
- モヤ - 本宮駅 (福島県)
- モリ - 盛岡駅
- モロ - 毛呂駅

## ヤ行

### ヤ
- ヤイ - 矢板駅
- ヤイ - 八色駅
- ヤエ - 山前駅
- ヤオ - 綾織駅
- ヤカ - 北山形駅
- ヤカ - 矢川駅
- ヤカ - 谷河原駅
- ヤカ - 藪神駅
- ヤキ - 陸中八木駅
- ヤク - 八幡宿駅
- ヤケ - 社家駅
- ヤコ - 矢向駅
- ヤコ - 矢越駅
- ヤサ - 矢沢駅（廃駅）
- ヤシ - 小林駅 (千葉県)
- ヤシ - 屋代駅（廃駅→しなの鉄道）
- ヤシ - 山梨市駅
- ヤス - 安田駅 (新潟県)
- ヤス - ヤナバスキー場前駅（廃駅）
- ヤセ - 綾瀬駅（東京地下鉄所管）
- ヤタ - 矢代田駅
- ヤタ - 矢田前駅（廃駅→青い森鉄道）
- ヤタ - 山方宿駅
- ヤチ - 八街駅
- ヤチ - 陸前谷地駅
- ヤテ - 山寺駅
- ヤツ - 矢美津駅
- ヤト - 大和駅 (茨城県)
- ヤト - 山都駅
- ヤナ - 柳津駅 (宮城県)
- ヤナ - 梁川駅 (山梨県)
- ヤナ - 柳田駅
- ヤナ - 柳原駅 (岩手県)
- ヤノ - 山ノ目駅
- ヤハ - 新八柱駅
- ヤハ - 八木原駅
- ヤハ - 簗場駅
- ヤハ - 矢作駅
- ヤハ - 矢幅駅
- ヤフ - 矢吹駅
- ヤヘ - 羽前山辺駅
- ヤヘ - 矢部駅
- ヤホ - 谷保駅
- ヤマ - 小山駅
- ヤマ - 弥五島駅（廃駅→会津鉄道）
- ヤマ - 山下駅 (宮城県)
- ヤミ - 八積駅
- ヤヤ - 宮山駅
- ヤリ - 鑓見内駅
- ヤワ - 長苗代駅
- ヤワ - 早川駅
- ヤワ - 谷田川駅

### ユ
- ユカ - 鮎貝駅（廃駅→山形鉄道）
- ユカ - 有備館駅
- ユキ - 結城駅
- ユキ - ゆだ錦秋湖駅
- ユク - 宿河原駅
- ユコ - ゆだ高原駅
- ユサ - 遊佐駅
- ユシ - 油島駅
- ユセ - 湯瀬温泉駅
- ユタ - 岩手湯田駅（現・ゆだ高原駅）
- ユハ - 湯河原駅
- ユヒ - 湯檜曽駅
- ユミ - 湯野上駅（廃駅→会津鉄道。現・湯野上温泉駅）
- ユモ - 湯本駅
- ユワ - 越後湯沢駅
- ユワ - 湯沢駅

### ヨ
- ヨカ - 吉川駅
- ヨカ - 四街道駅
- ヨク - 横倉駅 (長野県)
- ヨコ - 横川駅 (群馬県)
- ヨコ -横須賀駅
- ヨコ - 陸奥横浜駅
- ヨシ - 国吉駅（廃駅→いすみ鉄道）
- ヨシ - 吉田駅 (新潟県)
- ヨソ - 横磯駅
- ヨタ - 会津横田駅
- ヨタ - 洋光台駅
- ヨタ - 横田駅
- ヨチ - 八日市場駅
- ヨチ - 与野本町駅
- ヨツ - 四ツ倉駅
- ヨテ - 横手駅
- ヨト - 用土駅
- ヨネ - 米沢駅
- ヨノ - 与野駅
- ヨハ - 横芝駅
- ヨホ - 横堀駅
- ヨマ - 横間駅
- ヨメ - 横川目駅
- ヨモ - 夜ノ森駅
- ヨモ - 蓬田駅
- ヨヤ - 四ツ小屋駅
- ヨヤ - 四ツ谷駅
- ヨヤ - 米山駅
- ヨヨ - 代々木駅
- ヨリ - 寄居駅（秩父鉄道所管）

## ラ行

### ラ
- ライ - 新井駅 (新潟県)（廃駅→えちごトキめき鉄道）
- ライ - 平泉駅
- ライ - 武蔵白石駅
- ラオ - 白岡駅
- ラオ - 寺尾駅
- ラカ - 五十川駅
- ラカ - 白河駅
- ラク - 有楽町駅
- ラコ - 来迎寺駅
- ラサ - 相模原駅
- ラサ - 白坂駅
- ラシ - 原宿駅
- ラタ - 平館駅
- ラタ - 平滝駅
- ラタ - 俵田駅
- ラツ - 平津戸駅（廃駅）
- ラト - 荒砥駅（廃駅→山形鉄道）
- ラノ - 倉賀野駅
- ラハ - 礼拝駅
- ラヒ - 蕨駅
- ラホ - さくらんぼ東根駅
- ラマ - 平間駅
- ラミ - 倉見駅
- ラヤ - 荒谷前駅
- ララ - 楢原駅（廃駅→会津鉄道。現・会津下郷駅）
- ラワ - 北浦和駅
- ラン - 行川アイランド駅

### リ
- リイ - 陸中折居駅
- リウ - 竜王駅
- リカ - 陸中大里駅
- リカ - 織笠駅（廃駅→三陸鉄道）
- リカ - 狩川駅
- リキ - 龍ケ崎市駅
- リコ - みどり湖駅
- リコ - 陸前小泉駅
- リサ - 陸前山王駅
- リタ - 陸奥森田駅
- リツ - 陸中夏井駅
- リナ - 陸前港駅
- リフ - 利府駅
- リマ - 久里浜駅
- リマ - 陸中山田駅（廃駅→三陸鉄道）
- リミ - 陸前階上駅
- リモ - 龍ヶ森駅（現・安比高原駅）
- リヤ - 入谷駅 (神奈川県)
- リヤ - 陸前矢作駅
- リヨ - 陸前横山駅
- リリ - 吉里吉里駅（廃駅→三陸鉄道）
- リワ - 刈羽駅
- リワ - 陸中川井駅
- リン - 梨郷駅（廃駅→山形鉄道）

### ル
- ルカ - 鶴ケ坂駅
- ルコ - 鳴子温泉駅
- ルタ - 古館駅
- ルチ - 古口駅
- ルマ - 古間駅（廃駅→しなの鉄道）
- ルヤ - 晴山駅

### レ
- レウ - 両石駅（廃駅→三陸鉄道）
- レウ - 両国駅

### ロ
- ロク - 六原駅
- ロタ - 広田駅
- ロネ - 羽根尾駅
- ロノ - 広野駅 (福島県)
- ロハ - 黒田原駅
- ロワ - 黒沢駅 (秋田県横手市)

## ワ行

### ワ
- ワイ - 岩井駅
- ワイ - 磐城石川駅
- ワウ - 王子駅
- ワカ - 会津若松駅
- ワカ - 信濃川上駅
- ワキ - いわき駅
- ワキ - 岩切駅
- ワキ - 川岸駅
- ワコ - 小川郷駅
- ワコ - 田沢湖駅
- ワサ - 脇ノ沢駅
- ワシ - 川崎新町駅
- ワシ - 川島駅
- ワセ - 岩瀬駅
- ワタ - 日向和田駅
- ワタ - 和田駅
- ワツ - 安房天津駅
- ワテ - 岩出山駅
- ワテ - 八丁畷駅（京浜急行電鉄所管）
- ワナ - 岩手和井内駅（廃駅）
- ワナ - 川中島駅
- ワニ - 大鰐温泉駅
- ワノ - 脇野田駅（現・上越妙高駅）
- ワノ - 渡波駅
- ワヒ - 柏木平駅
- ワフ - 和渕駅
- ワマ - 岩間駅
- ワミ - 東鷲宮駅
- ワミ - 若宮駅
- ワメ - 沢目駅
- ワモ - 脇本駅
- ワヤ - 羽後岩谷駅
- ワヤ - 上涌谷駅
- ワユ - 川原湯温泉駅
- ワヨ - 羽沢横浜国大駅（相模鉄道所管）
- ワラ - 桑原駅（廃駅→会津鉄道。現・芦ノ牧温泉南駅）
- ワラ - 和田浦駅
- ワリ - 陸中川尻駅（現・ほっとゆだ駅）

## 不明
- - 会津高原駅（廃駅→会津鉄道。現・会津高原尾瀬口駅）
- - 偕楽園駅
- - 上所駅
- - 北真岡駅（廃駅→真岡鐵道）
- - 多田羅駅（廃駅→真岡鐵道）